# Balázs Béla (író)

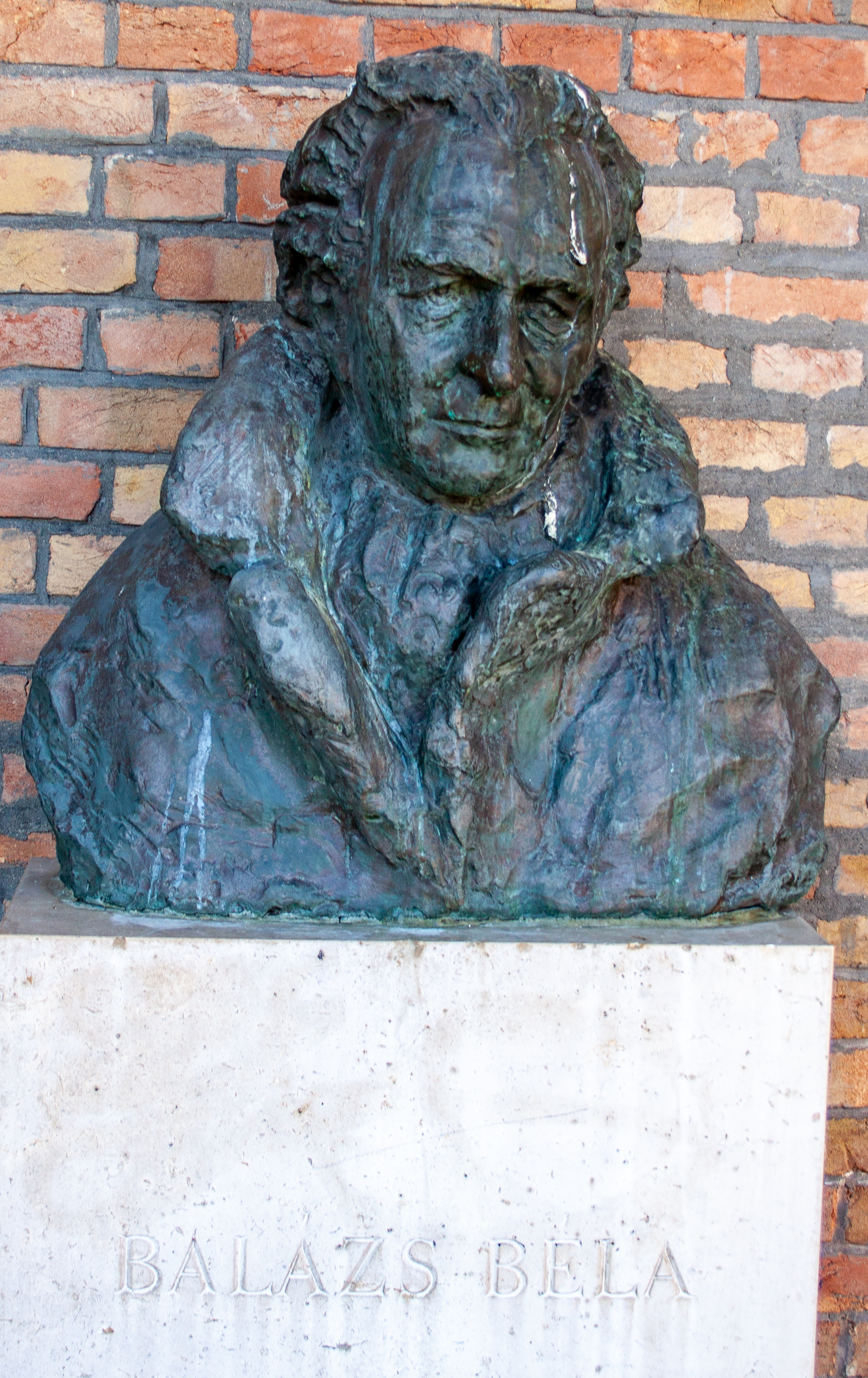
Balázs Béla mellszobra a szegedi Dóm téren

Balázs Béla, születési és 1913-ig használt nevén Bauer Herbert Béla (Szeged, 1884. augusztus 4. – Budapest, Józsefváros, 1949. május 17.) Kossuth-díjas magyar író, költő, színész, filmesztéta, filmrendező, kritikus, filmfőiskolai tanár.
A 20. századi magyar kultúra egyik jeles egyénisége, akinek műveinél is jelentősebb a szellemi hatása – többek között – a barátaira (Bartók Béla, Kodály Zoltán, Lukács György, Fülep Lajos, Hauser Arnold, Mannheim Károly) és a filmesztétikára.

## Életpályája

### Az első világháborúig (1884–1914)
Születése után hat évvel családja Lőcsére költözött. Apja, Bauer Simon (1851–1897) gimnáziumi tanár volt, akinek halála után 1899-ben anyjával (Léwy/Lévy Eugénia) Szegedre települtek vissza, ahol a Vajda-házban laktak. Szülővárosában kötött életre szóló barátságot Petri Lajossal és Dettre Jánossal. Egyetlen fiútestvére Bauer Ervin orvos, elméleti biológus, Kaffka Margit férje volt, húga Bauer Hilda. 1902-ben a szegedi főreáliskolában jeles eredménnyel érettségizett, majd ősszel megkezdte tanulmányait a budapesti Pázmány Péter Tudományegyetem magyar–német szakán. Az Eötvös Kollégiumban Kodály Zoltán szobatársa volt. 1904-ben részt vett a Thália Társaság munkájában, s megismerkedett Lukács Györggyel. 1905 tavaszán népdalgyűjtő útra indult. A következő évben befejezte tanulmányait, s rövid időre visszatért szülővárosába, ahol megismerkedett Bartókkal. Ősszel külföldi tanulmányútra ment. A berlini egyetemen Simmel és Wilhelm Dilthey filozófiai előadásait látogatta, időközben befejezte első drámáját, a Doktor Szélpál Margitot, majd Simmel biztatására megírta első könyvét, a Halálesztétikát. 1907 elején Kodállyal Párizsba utazott, ősszel pedig tanári állást kapott a Wesselényi utcai polgári iskolában.
1908-ban ismerkedett meg Hajós Edittel és Lesznai Anna költőnővel, akivel életre szóló barátságot kötött. Még ugyanebben az évben bölcsészdoktori vizsgát tett. Költői pályája is ekkortájt indult, s verseit A Holnap c. antológiában közölték. Korai esztétikai munkásságával, szecessziós mesejátékaival szerzett ismertséget. 1909 áprilisában mutatták be első színpadi művét, a Doktor Szélpál Margitot. Ekkortájt ismerkedett meg Ady Endrével. 1911–12-ben hosszabb időt töltött külföldön (Olaszországban, Párizsban, Berlinben), s megjelent első verseskötete (A vándor énekel), illetve novelláskötete (A csend). Két évvel az első világháború kitörése előtt visszatért Budapestre. A Nyugat ekkor közölte Misztériumok című kötetét. 1913-ban hivatalosan is felvette a Balázs Béla nevet, s 1913. március 29-én Budapesten házasságot kötött Hajós Edit orvosnővel. Ugyanebben az évben jelent meg a Dialógus a dialógusról című könyve, és Az utolsó nap című drámája, melyet 1913. október 3-án mutatott be a Nemzeti Színház.

### Az emigrációig (1914–1919)
1914-ben önkéntesként került a frontra, ahol megsebesült. 1915-ben hátországi szolgálatra helyezték Szabadkára. Menj és szenvedj te is címmel megjelentette a Nyugatban hadi élményeiről szóló beszámolóit. 1915 decemberében megkezdődtek a lakásán tartott Vasárnapi Kör ülései, amelyeken részt vettek Lukács György, Hauser Arnold, Mannheim Károly, Gyömrői Edit, Fogarasi Béla, Lorsy Ernő és mások. 1916-ban jelent meg háborús naplója, és második verseskötete, a Tristán hajóján. A következő évben előadásokat tartott a Szellemi Tudományok Szabadiskolájában, s az Operaház bemutatta Bartók táncjátékát, A fából faragott királyfit, amelynek szövegkönyvét ő írta. 1918-ban elvált Hajós Edittől. Az Operaház bemutatta A kékszakállú herceg vára című művét, 1919-ben pedig feleségül vette Hamvassy Annát. A Magyarországi Tanácsköztársaság alatt tagja lett a Forradalmi Írók Direktóriumának, majd beállt a Vörös Hadseregbe, s részt vett az északi hadjáratban.

### Az emigrációban (1919–1945)
A kommün bukása után novemberben hamis papírokkal elhagyta az országot, s a Bécs melletti Reichenauban telepedett le feleségével. Több német és magyar nyelvű lap, köztük a Tűz és a Magyar Írás munkatársa volt, s számos német és magyar nyelvű kötete jelent meg. Napi- és hetilapokban színházi és filmkritikákat publikált, ezeket feldolgozva írta és jelentette meg 1925-ben filmesztétikai főművét, a Látható embert.
1926-tól 1930-ig Berlinben élt, ahol a Marxista Munkásiskola előadójaként, illetve a birodalmi Munkásszínjátszó Szövetség irányítójaként dolgozott. Számos forgatókönyvet írt, s megismerkedett számos filmrendezővel, például Erwin Piscatorral, Georg Wilhelm Pabsttal és Korda Sándorral, akikkel együtt is dolgozott. Összeismerkedett Leni Riefenstahllal, s a színésznő több filmjének forgatókönyvírója lett. 1930-ban több hónapos algériai útra indult egy francia cég megbízásából, ahol Kuharskyval együtt filmet forgatott.
1931-ben belépett Németország Kommunista Pártjába. 1931 őszén szovjet filmesek meghívására Moszkvába utazott, hogy előadásokat tartson a filmfőiskolán, s hogy filmet készítsen a Magyar Tanácsköztársaságról. A film elkészítésére felesége visszaemlékezései szerint eredetileg Kun Béla kérte fel, de akkor Balázs kitérő választ adott. A következő évben feleségével együtt Moszkvában telepedett le. Az 1930-as évek elejére elkészült filmje, Ég a Tisza, de nem került forgalmazásra. 1937-ben nyaralót vett a Moszkva környéki Isztrában, s feleségével együtt odaköltözött. 1938-tól egy moszkvai magyar nyelvű folyóirat, az Új Hang főmunkatársa volt (állandó rovata: Levelek a távolból).
1941-ben Tábortűz címmel verseskötete és egy drámakötete (Két dráma: Mozart – Hazatérés) jelent meg. Az év végén a front előrenyomulása miatt Alma-Atába (Kazahsztán) evakuálták őket.

### Ismét Magyarországon (1945–1949)
1945 után tért haza Budapestre, és itt folytatta filmszervezői, tanári és szerkesztői tevékenységét, továbbá vendégtanárként is működött Prágában és Rómában. Megjelent önéletrajzi regénye, az Álmodó ifjúság. Nagy sikert aratott a forgatókönyvéből készült Valahol Európában, Radványi Géza rendezésében.
Bár Kossuth-díjat kapott, 1948 után az addig vezető ideológiai szerepet játszó Lukács György félreállításával párhuzamosan őt is éles bírálatok érték állítólagos avantgárd szemlélete miatt. Elvesztette állásait, nem taníthatott a Színművészeti Főiskolán, műveit nem jelentették meg. Életműve – különösen filmesztétikai munkássága – csak évtizedekkel a halála után került méltó helyére. 1903-tól 1922-ig vezetett Naplója csak 1982-ben jelenhetett meg, erős kihagyásokkal. A forrásértékű, kultúrtörténeti jelentőségű teljes mű ma is kéziratban van.
1949. május 17-én déli fél tizenkettőkor hunyt el a Korányi Sándor utcai belgyógyászati klinikán, halálát agyvérzés okozta. Sírja a Fiumei úti sírkert Munkásmozgalmi Pantheonában van.

## Jelentősége
Saját műve alapján, a librettójából készült a Kékszakállú herceg vára című opera, A fából faragott királyfi című balett (Bartók Béla), a Czinka Panna (Kodály Zoltán), valamint a Valahol Európában című film (Radványi Géza).
Maradandót alkotott a filmesztétika területén is.
A magyaron kívül a német és az orosz (szovjet) kultúra is mint egyik jelentős személyiségét tartja számon. „Elméleti műveinek egy részét németül írja, ezek eljutnak mindenhová, és hamarosan nagy tudományos és művészeti feltűnést keltenek. Ma már világszerte úgy veszik tudomásul, hogy Balázs Béla a filmesztétika történetének egyik legfőbb alakja, semmivel sem kisebb jelensége a magyar esztétikai irodalomnak, mint a maga területein Lukács György.” – írja róla Hegedüs Géza.
Tiszteletére díjat alapítottak, melyet a nemzeti kulturális örökség minisztere adományoz a mozgókép területén kifejtett kiemelkedő alkotótevékenység, valamint művészi és tudományos teljesítmény elismerésére.

## Főbb művei

### 1919-ig
- Bauer Herbert: Az öntudatról; Deutsch Zs., Bp., 1908
- A Holnap. Ady Endre, Babits Mihály, Balázs Béla, Dutka Ákos, Emőd Tamás, Juhász Gyula, Miklós Jutka versei; sajtó alá rend. Antal Sándor; A Holnap Irodalmi Társaság, Nagyvárad, 1908
- A Holnap új versei. Második könyv; összeáll., bev. Kollányi Boldizsár; Deutsch, Bp., 1909
- Bauer Herbert: Hebbel Frigyes pantragizmusa, mint a romantikus világnézet eredménye; Franklin Ny., Bp., 1909
- Doktor Szélpál Margit. Tragoedia; Nyugat, Bp., 1909
- Halálesztétika; Deutsch, Bp., 1908
- A vándor énekel. Op. 2; Nyugat, Bp., 1911
- Misztériumok. Három egyfelvonásos; Nyugat, Bp., 1912
- Történet a Lógody-utcáról, a tavaszról, a halálról és a messzeségről; Athenaeum, Bp., 1913 (Modern könyvtár)
- Dialógus a dialógusról; Athenaeum, Bp., 1913 (Modern könyvtár)
- Az utolsó nap. Dráma; Athenaeum, Bp., 1913 (Modern könyvtár)
- Lélek a háborúban. Napló; ill. Divéky József; Kner, Gyoma, 1916
- Tristan hajóján; Kner, Gyoma, 1916
- Éjfél. Magyar írók misztikus novellái; gyűjt. Bálint Aladár, előszó Kosztolányi Dezső, ford. Balázs Béla; Kner, Gyoma, 1917
- A fából faragott királyfi. Bartók Béla táncjátékának szövege; ill. Bánffy Miklós; Operaház, Bp., 1917
- Játékok; rajz Bánffy Miklós, Berény Róbert; Kner, Gyoma, 1917
- Halálos fiatalság. Dráma; Kner, Gyoma, 1917
- Kísértethistóriák. Idegen írók novellái; ford. Balázs Béla, ill. Divéky József; Kner, Gyoma, 1917
- Dramaturgia; Benkő, Bp., 1918 (Előadások a szellemi tudományok köréből)
- A kékszakállú herceg vára. Opera; szöveg Balázs Béla, zene Bartók Béla; Globus Ny., Bp., 1918
- Hét mese; ill. Kozma Lajos; Kner, Gyoma, 1918
- Testvérország. A jó gyermekeknek mesélte Balázs Béla; ill. Kozma Lajos; Kner, Gyoma, 1918
- Kalandok és figurák. Vázlatok; Kner, Gyoma, 1918
- Doktor Szélpál Margit. Tragédia; átdolg. új kiad.; Kner, Gyoma, 1918
- A fekete korsó. Új játékok; Kner, Gyoma, 1919

### 1920–1944
- Karin Michaelis–Balázs Béla: Túl a testen. Egy férfi és egy nő naplója; Bécsi Magyar Kiadó, Wien, 1920
- Sieben Märchen (Hét mese); németre ford. Elsa Stephani, ill. Kozma Lajos; Rikola, Wien–Berlin, 1921
- Isten tenyerén. Regény; Lapkiadó, Cluj-Kolozsvár, 1921
- Der Mantel der Träume. Chinesische Novellen; ill. Mariette Lydis; Bischoff, München, 1922
- Herzog Blaubarts Burg. Oper (A kékszakállú herceg vára. Opera); németre ford. Wilhelm Ziegler; Universal. Wien, 1922
- Der holzgeschnitze Prinz. Tanzspiel (A fából faragott királyfi); Maass, Wien, 1922 (Universal Edition)
- A színjáték elmélete; Elbemühl, Wien, 1922 (Európa ismeretterjesztő könyvtár)
- Férfiének. Új versek; Europa, Wien, 1923 (Európa ismeretterjesztő könyvtár)
- Der sichtbare Mensch, oder Die Kultur des Films; Deutsch-Österreichischer, Wien–Leipzig, 1924
- Das richtigte Himmelblau Märchen (Az igazi égszínkék); Drei Masken, München, 1925
- Der Phantasie-Reiseführer das ist Ein Baedeker der Seele für Sommerfrischler; Zsolnay, Berlin–Wien–Leipzig, 1925
- 1871. Die Mauer von Pére-la-Chaise; Internationaler Arbeiter, Berlin, 1928
- Unmögliche Menschen. Roman; Rütten-Loening, Frankfurt, 1930
- Der Geist des Films (Halle, 1930)
- Das richtige Himmelblau. Der Maschinenknabe und andere Geschichten (Az igazi égszínkék); ill. Mely Hoffer; Williams, Berlin-Grunewald, 1931
- Intellektuelle Bedenken (Intellektüell aggályoskodás); Linksfront, Prag, 1932
- Testvérország. Gyermekmese; Kner Ny., Gyoma, 1934
- Karlchen, durchhalten! Roman für Kinder; Ausländischer Arbeiter, Moszkva, 1936
- Heinrich beginnt den Kampf. Eine Erzählung für Kinder (Henrik elkezdi a harcot); Mezsdunarodnaja Knyiga, Moszkva, 1938
- Mocart. Pjesza (Mozart); oroszra ford. A. Olenyin, D. Umanszkij; Iszkussztvo, Moszkva, 1938
- Internationalisten. Eine Filmballade; Iszkra Revoljucii, Moszkva, 1939 (Kleine Volksbibliothek)
- Tábortűz mellett. Versek; Mezsdunarodnaja Knyiga, Moszkva, 1940
- Két dráma / Mozart / Hazatérés; Mezsdunarodnaja Knyiga, Moszkva, 1941
- Druzsba. Rasszkazi iz zsiznyi Karla Brunnera (Karcsi kalandjai); Kazogiz, Alma-Ata, 1942
- Balázs Béla–Gábor Andor: Nyissátok ki a jövő kapuját! Versek; Idegennyelvű Irodalmi Kiadó, Moszkva, 1944
- Repűlj szavam! Versek; Idegennyelvű Irodalmi Kiadó, Moszkva, 1944

### 1945–1949
- Az én utam. Összegyűjtött versek; Athenaeum, Bp., 1945
- Történet a Lógody-utcáról, a tavaszról, a halálról és a messzeségről; ill. Csillag Vera, Herman Lipót; Irodalmi Intézet, Bp., 1946 (Pesti könyvtár)
- Álmodó ifjúság. Regény; Athenaeum, Bp., 1946
- Az igazi égszínkék. Mesék; Singer-Wolfner, Bp., 1946
- Mikor Karcsiból Károly lett. Egy német ifjú kalandjai; Athenaeum, Bp., 1946
- Karcsi kalandjai. Egy német gyerek története; Athenaeum, Bp., 1946
- Filmkultúra. A film művészetfilozófiája; Szikra, Bp., 1947
- O hodném panáckovi, staré zábe, a velké násobilce (Az igazi égszínkék); csehre ford. Arno Kraus; Svoboda, Praha, 1947 (Knih pro mládez)
- Die Jugend eines Träumers (Álmodó ifjúság); Buchgemeinde, Wien, 1947
- Modré s neba (Az igazi égszínkék); szlovákra ford. Pavlisová Zlata; Pravda, Bratislava, 1948
- Filmska kultura (Filmkultúra); szerbre ford. Sonja Perovic; Filmska biblioteka, Beograd, 1948
- Csodálatosságok könyve; Révai, Bp., 1948 (Révai könyvtár)
- Cinka Panna balladája; Dolgozók Kulturszövetsége–Corvina, Bp., 1948
- Filmesztétikai gondolatok; Radics Ny., Bp., 1948 (Az Országos Magyar Színművészeti Főiskola könyvtára)
- Der Film. Werden und Wesen einer neuen Kunst (Filmkultúra. A film művészetfilozófiája); németre ford. Alexander Sacher-Masoch; Globus, Wien, 1949
- Emberek a határon; Szikra, Bp., 1949
- 30 év vörös őrségen. Válogatott versek; Athenaeum Ny., Bp., 1949

### 1950–1989
- Theory of the film. Character and growth of a new art; angolra ford. Edith Bone; Dobson, London, 1952 (International theatre and cinema)
- Mesék a szerelemről; sajtó alá rend. Erdős Magda, ill. Kass János; Magyar Helikon, Bp., 1958
- A látható ember / A film szelleme (Der sichtbare Mensch, oder die Kultur des Films); bev., életrajz Kertész Pál, Péreli Gabriella; Bibliotheca, Bp., 1958
- A film [Filmkultúra]; bev., jegyz. Nemeskürty István; Gondolat, Bp., 1961
- A hét királyfi; Móra, Bp., 1963
- Lehetetlen emberek. Regény (Unmögliche Menschen); ford. Geréb László, Nyilas Vera, bev. Szabolcsi Miklós; Szépirodalmi, Bp., 1965
- Hazatérés. Dráma; rend. utószó Keleti István; Népművelési Propaganda Iroda, Bp., 1967 (Színjátszók kiskönyvtára)
- Válogatott cikkek és tanulmányok; vál., bev. K. Nagy Magda, jegyz., ford. Szabó István; Kossuth, Bp., 1968 (Esztétikai kiskönyvtár)
- Essay, Kritik. 1922–1932; összeáll., szerk., Gertraude Kühn, Manfred Lichtenstein, Eckart Jahnke; Staatliches Filmarchiv der DDR, Berlin, 1973
- Az álmok köntöse. Mesék és játékok; vál., szerk. Fehér Ferenc, Radnóti Sándor, bev. Fehér Ferenc; Magyar Helikon–Szépirodalmi, Bp., 1973
- Halálos fiatalság. Drámák, tanulmányok; vál., szerk. Fehér Ferenc és Radnóti Sándor, bev. Fehér Ferenc; Magyar Helikon–Szépirodalmi, Bp., 1974
- A vándor énekel. Versek és novellák; vál., szerk., bev. Radnóti Sándor; Magyar Helikon–Szépirodalmi, Bp., 1975
- Halálugrás a szakadékon át; ill. Kondor Lajos; Móra, Bp., 1978
- Balázs Béla. 1884–1949. Születésének kilencvenötödik, halálának harmincadik évfordulójára tanulmányok, cikkek, kiadatlan írásai; szerk. Barláné K. Nagy Magda et al.; Magyar Filmtudományi Intézet és Filmarchívum, Bp., 1979
- Balázs Béla levelei Lukács Györgyhöz. Egy szövetség dokumentumai; szerk., bev., jegyz. Lenkei Júlia; MTA Filozófiai Intézet, Bp., 1982
- Napló, 1-2.; vál., szerk., szöveggond., jegyz. Fábri Anna; Magvető, Bp., 1982 (Tények és tanúk)
- Lehetetlen emberek. Regény; előszó Szabolcsi Miklós, németből ford. Geréb László, Nyilas Vera; Szépirodalmi, Bp., 1984
- A csend. Novellák, úti levelek; vál., előszó Lenkei Júlia; Magvető, Bp., 1985
- Babits és Balázs Béla. Levelek, cikkek, tanulmányok; szerk., jegyz. Téglás János; Ságvári Nyomdaipari Szakközépiskola és Szakmunkásképző Intézet–Athenaeum, Bp., 1988 (A nyomdaipari szakközépiskola kiadványai)

### 1990–

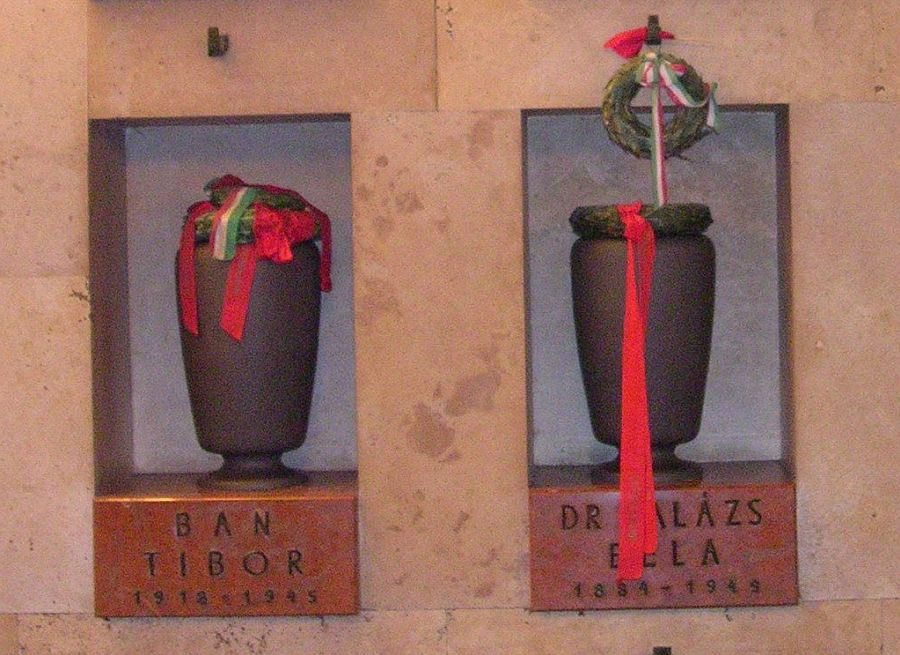
Urnája a Fiumei úti sírkertben lévő Munkásmozgalmi Panteonban, 2005-ben

- Halálesztétika. Halandók halála élete a halhatatlanoknak, halandók élete halála a halhatatlanoknak; Papirusz Book, Bp., 1998 (Kuriózum könyvek)
- Táncjátékok; összeáll. Lenkei Júlia, német szövegford. Mesterházi Miklós; Criticai Lapok Alapítvány, Bp., 2004 (Criticai lapok könyvek)
- A látható ember / A film szelleme (Der sichtbare Mensch, oder die Kultur des Films); Palatinus, Bp., 2005 (Palatinus filmkönyvek)
- Hét + 1 mese; szöveggond., utószó Fenyő Ervin; ill. Faltisz Alexandra; Holnap, Bp., 2006 (Varázslatos mesék)
- E-könyv: Történet a Lógody-utcáról, a tavaszról, a halálról és a messzeségről

## Szakirodalom
- Lukács György: Balázs Béla és akiknek nem kell. Összegyűjtött tanulmányok; Kner, Gyoma, 1918
- Elfer Imre: Két író. Leszámolás Balázs Bélával és Hatvany Lajossal; szerzői, Aflenz, 1924
- F. Csanak Dóra: Balázs Béla hagyatéka az Akadémiai Könyvtár kézirattárában. Ms5009–Ms 5024; MTA KESZ, Bp., 1966 (A Magyar Tudományos Akadémia Könyvtára Kézirattárának katalógusai)
- K. Nagy Magda: Balázs Béla világa; Kossuth, Bp., 1973
- Dankó Ilona: Balázs Béla. 1884-1949. Ajánló bibliográfia; Városi Könyvtár, Debrecen, 1979
- A film költészete. Az útkereső Balázs Béla. Tanulmányok, dokumentumok, kritikák; szerk., összeáll. Karcsai Kulcsár István; Múzsák, Bp., 1984
- Gyuris György: Balázs Béla. Bibliográfia; Somogyi-könyvtár, Szeged, 1984 (A Somogyi-könyvtár kiadványai)
- Joseph Zsuffa: Béla Balázs, the man and the artist; University of California Press, Berkeley–Los Angeles–London, 1987
- Matti Lukkarila: Sininen valo. Béla Balázs ja hänen elokuvateoriansa; Pohjoinen, Oulu, 1991 (Prometheus)
- Fénykép a tanítványoknak Balázs Béláról. Jegyzetek Tényi István dokumentumfilmjéhez; szerk. Tényi István; összeáll. Karcsai Kulcsár István, forrásanyag gyűjt. Kis Erika; Magyar Filmintézet, Bp., 1991
- Mihály Emőke: "Mint nyugtalanító, titkos gondolatok élnek...". Balázs Béla elméleti írásainak egy mai megszólítása; Koinónia, Kolozsvár, 2008
- Kozák Péter: Doktor Szélpál Margit. Az első tudósnő magyar színpadon; Gabbiano Print, Bp., 2011 (Miniatűrök sorozat)
- Hamar Péter: Karöltve a kísértettel. Balázs Béla utolsó évei; Írott Szó Alapítvány, Bp., 2017